# مقتل هاي مين لي
 هاي مين لي (15 أكتوبر 1980 - 13 يناير 1999), وهي من طلاب المدارس الثانوية الكورية الأمريكية في مدرسة ودلون الثانوية في مقاطعة بالتيمور بولاية ماريلاند بالولايات المتحدة الأمريكية، والتي اختفت في 13 يناير 1999. تم العثور على جثتها بعد أربعة أسابيع في مُنتزه ليكنبارك. قُتلت الضحية خنقاً. وأُدين في فبراير عام 2000 عدنان مسعود سيد صديقها السابق بجريمة قتل من الدرجة الأولى حيث حُكِم عليه بالسجن مدى الحياة، بالإضافة إلى 30 سنة. لكنه أصر منذ عقدين على أنهُ بريء من التهمة.
لم يؤدي اغتيال هاي مين لي في البداية إلى إثارة اهتمام محلي إلا بعد أن أصبح موضوعًا للموسم الأول لمُسلسل تدوين صوتي بودكاست الصحافة الاستقصائية في عام 2014، والذي لفت الانتباه الدولي إلى الجريمة وإلى مُحاكمة سيد؛ مما يجعل الإدانة مَوضع تساؤل. ألغى القاضي مارتن ب. ولش إدانة سيد وأمر بمُحاكمة جديدة، في يوليو عام 2016 . وفي 29 مارس 2018، أيدت محكمة الإستئناف الخاصة بولاية ماريلاند قرار منح سيد مُحاكمة جديدة. فيما بعد ألغت محكمة الاستئناف ميريلاند هذا القرار في 8 مارس 2019.

## الخلفية
ولِدت هاي مين لي في كوريا الجنوبية عام 1980 وهاجرت مع والدتها يـون كيـم وأخوها يـونغ لي إلى الولايات المتحدة عام 1992 للعيش مع أجدادها. حضرت لهاي مين لي برنامج المغناطيس في مـدرسة وودلـون الثانوية بالقرب من بـالتيمور بولاية ماريلاند. كانت لاعبة رياضية حيث لعبت اللاكروس والهوكي.
أختفت لي في 13 يناير 1999. أبلغت عائلتها عن فقدانها بعد أن فشلت في اصطحاب ابن عمها الأصغر من الحضانة حوالي الساعة 3:15 مساءاً وكانت لي قد التحقت بمدرسة وودلـون الثانوية في ذلك اليوم وشاهدها عِدة أشخاص يغادرون الحَرم الجامعي في نهاية اليوم الدراسي.
في 9 فبراير عام 1999، تم اكتشاف جُثة هاي من لي مدفونة جُزئياً بواسطة أحد المارة في ليكين بارك في بالتيمور. وفي 12 من فبراير، تلقت شُعبة البحث الجنائي التابعة لـ شرطة مدينة بالتيمور مُكالمة هاتفية مجهولة المصدر تشير إلى أن صديق لي السابق عدنان سيد، كان مسؤولاً عن اغتيالها. علم المُحققون أن هاي مين لي وعدنان سيد تواعدا مُعظم العام السابق، ولكنهما انفصلا مؤخرًا. في 16 فبراير من نفس العام، تقدمت شرطة بالتيمور بطلب الحصول على سِجلات لمكالمات 13 موقعًا خلويًا للحصول على هاتف خلوي تابع لعدنان سيد. ومن خلال سجل المكالمات هذا، عثرت الشرطة على جاي وايلدز.
استجوب ضباط التحقيقات في وقت لاحق صديق عدنان وايلدز، الذي نفى في البداية أي تورط له. في مُقابلة مٌسجلة مع الشُرطة لاحقًا، اعترف وايلدز بمُساعدة سيد في دفن جثة لي والتخلص من سيارتها. غالبًا ما بدا أن وايلدز فقد طريقه خلال المُقابلة المُسجلة، ففقط ليفلت من أكتشافه متورطاً في الجريمة. لكن بعد سماع التسجيلات، يتذكر ويلدز ما حدث.
تم القاء القبض على عدنان سيد في تاريخ 28 فبراير عام 1999، ووجهت إليه تهمة القتل من الدرجة الأولى.

## المحاكمات والطعون
استأجرت عائلة سيد محامي دفاع كريستينا جوتيريز لتمثيله أمام المحكمة. وخلال جلسة الأولى لمُحاكمة سيد، سمع المُحلفون عن طريق الخطأ نزاعًا جانبيًا بين جوتيريز والقاضي الذي أشار فيه القاضي إلى جوتيريز بأنها «كاذبه». بعد أن علم القاضي أن هيئة المُحلفين قد سمعت توصيفه، أعلن القاضي المُحاكمة. استمرت مُحاكمة ثانية لمدة ستة أسابيع، وأدين سيد بارتكاب جرائم القتل من الدرجة الأولى تشمل الاختطاف والسجن المُزيف وجريمة السرقة في تاريخ 25 فبراير 2000. حُكِم على سيد بالسجن مدى الحياة بالإضافة إلى 30 سنة. مع العلم أنه لا يوجد دليل مادي يربط سيد بالجريمة.
قدم سيد نداءً مباشرًا عام 2003 ولكن لم ينجح، وفي وقت لاحق قدم التماسًا للإغاثة بعد إدانته عام 2010 للمحكمة  استنادًا إلى مُساعدة من مُحامية غير فعاله بما في ذلك أن جوتيريز لم تحقق مع آسيا ماكلين كشاهد مزعوم؛ وتم رفض هذا الاستئناف في بداية عام 2014.
في اليوم السادس من فبراير 2015، وافقت محكمة الاستئناف الخاصة بولاية ماريلاند على طلب عدنان سيد للحصول على إذن بالإستئناف.
في 19 مايو عام 2015، أعادت محكمة الاستئناف الخاصة بولاية ميريلاند القضية إلى دائرة المحكمة من جديد، لإمكانية سماعها بشأن مقبولية شهادة عُذر لآسيا ماكلين زميلة سيد في الثانوية، التي قالت إنها كانت تتحدث مع سيد في المكتبة، في الوقت الذي حدد فيه المدعي العام إن سيد هاجم لي في موقف للسيارات بعدة أميال من الجريمة. وفي 9 نوفمبر عام 2015، قررت المحكمة العليا أنها ستنظر في القضية من جديد. ووفقًا لتحقيقات سارة كوينيج، كما روى في المسلسل، فإن رواية مكلين عن مقابلتها لسيد في يوم اختفاء لي كانت مُفيدة له أثناء محاكمته امام القاضي.
وقال محامي الاستئناف جوستن براون في مُحاكمة عدنان سيد بأن الأدلة الجديدة في موثوقية بيانات المكالمات الواردة من قبل AT&T مشتبه فيها ويجب مراجعتها من قِبل محكمة الاستئناف مجدداً، مشيرًا إلى أن «الأدلة في برج الخلية كانت مُضللة وغير واضحة، وبناءاً عليه يجب ألا يتم قبولها أبدًا في المحاكمة».
في السادس من نوفمبر عام 2015، أمر قاضي محكمة الدائرة العليا في بالتيمور مارتن وليش بإعادة فتح إجراءات تحقيق حول البيانات التي أصدرها سيد بعد إدانته بمقتل لي، والتي تحدد ما إذا كان يستحق محاكمة جديدة أم لا و «لصالح العدالة ولجميع الأطراف». استمرت جلسة إغاثة ما بعد الإدانة، التي كان من المقرر أصلاً أن تستمر يومين فقط، لكن تمددت خمسة أيام من 3- 9 فبراير لعام 2016. حضر الجلسة أشخاص من جميع أنحاء الولايات المتحدة، بما في ذلك كوينيج، وشهِدت مكلين أنها تحدثت إلى سيد في المكتبة في 13 يناير عام 1999.
في 30 يونيو عام 2016، وافق القاضي ويلش على طلب سيد بإجراء محاكمة جديدة، وقرر أن جوتيريز «قدمت مساعدة غير نشطة عندما فشلت في استجواب خبير الولاية فيما يتعلق بموثوقية دليل موقع برج الخلية في تسجيل المكالمات للقضية»، وهو ما أخل بإدانة عدنان سيد. وفي أكتوبر 2016، طلب محامو سيد منحه الكفالة حتى تبدأ إعادة محاكمته من جديد. ، لكن القاضي ويلش رفض بكفالة سيد وكان ذلك بتاريخ 29 ديسمبر عام 2016. في 29 مارس 2018، أيدت محكمة الاستئناف الخاصة بولاية ماريلاند قرار منح سيد محاكمة جديدة.
في عام 2018، تقدمت الولاية بطلب إلى أعلى محكمة في ولاية ماريلاند، لمراجعة قرار إلغاء إدانة سيد. في 12 يوليو لعام 2018، وافقت محكمة الاستئناف على سماع كل من طعن الولاية واستئناف طلب سيد. استمعت لجنة الاستئناف مؤلفة من سبعة قضاة إلى مرافعات شفوية في 29 نوفمبر لعام 2018 ما بين الطرفين،  وفي 8 مارس 2019، نقضت محكمة استئناف ميريلاند، بتصويت 4 مقابل 3، بحكم محكمة الاستئناف الأدنى، فعلياً رفضت المحاكمة الجديدة لعدنان سيد. ووافقت المحكمة على أن المستشار القانوني لسيد كان ناقصًا وغير مفوّض، لكن المحكمة قضت بأن استئناف سيد لم يكون كافياً لإقناع هيئة المُحلفين بتغيير قراراتهم، لأنه حسب رأي المحكمة كان بالإمكان أن يختار الإدعاء وقتًا مُختلفًا لجريمة القتل لإستئناف القضية. كما حكموا أن الفرصة لإعادة النظر في أدلة بُرج الخلية قد تم التنازل عنها لأن القضية لم تُثر كجزء من مُطالبات سيد غير الفعالة لمُساعدة المُستشار في النظر لالتماسه الأصلي.

## آثار الحادثة
في الفترة من الثالث من أكتوبر إلى ثامن عشر من ديسمبر 2014، كان اغتيال هاي مين لي واعتقال ومحاكمة عدنان مسعود سيد موضوعًا للموسم الأول في مسلسل بودكاست الصحافة الاستقصائية الذي يذاع من قبل سارة كوينيج. أثارت حلقات البودكاست اهتمامًا دوليًا بالتجربة، وتم تنزيلها أكثر من 100 مليون مرة بحلول يونيوعام 2016. وكان في عام 2015، قد بدأ المحامون ربيعة شودري (التي قدمت القضية إلى كونيغ)، وسوزان سيمبسون، وكولين ميلر في إنتاج بودكاست يسمى «لم يكشف عنها: الولاية ضد عدنان سيد». على الرغم من أن المسلسل كان محجرد رواية، إلا أن الاهتمام الذي تم الكشف عنه كان يهدف لإستكمال التحقيقات في قضية سيد.
بث التحقيق ديسكفري الخاص ولمدة ساعة واحدة، تحت مسمى «عدنان سيد: بريء أم مذنب؟» في 14 يونيو عام 2016 . مُبنية على تحليل جديد للأدلة التي ظهرت في سلسلة البودكاست.
في عام 2016، بدأت الصحافة تُصدر المقالات وتتحدث عن القضية حيث كان هناك كتابان منشوران يتعلقان بإعادة المحاكمة. كذلك اعترافات مسلسل اليبي كتبتها آسيا مكلين تشابمان تم إصدار نسختها في 7 يونيو عام 2016،  و كذلك «قصة عدنان: البحث عن الحقيقة والعدالة» بعد أن قدمت المسلسل ربيعة شودري في 9 أغسطس 2016.
في 29 مارس لعام 2018، قضت ثاني أعلى محكمة في مريلاند بأن سيد يستحق مُحاكمة جديدة. وأوضح رأي محكمة الاستئناف الخاصة بأن محامي سيد فشلت في الإتصال بشاهد محتمل من الشهود الذي يمكن أن «يثير شك معقول في ذهن محلف واحد على الأقل». في 8 مارس لعام 2019، نقضت محكمة استئناف ميريلاند، بأغلبية الأصوات، حُكم محكمة الاستئناف الأدنى، ورفضت فعلياً المُحاكمة الجديدة لسيد.

### اختبار الحمض النووي
حددت عيادة مشروع البراءة في كلية الحقوق بجامعة فرجينيا العديد من المُشتبه بهم المُحتملين الآخرين المسؤولين عن جرائم مُماثلة في المنطقة وكانوا يحاولون إجراء اختبارات جديدة للحمض النووي، خاصة بقضية هاي. قال ديردري إنرايت من مشروع البراءة أنهم ينتظرون سماع رد من ولاية ماريلاند حول ما إذا كان يمكنهم تقديم اختبار الحمض النووي في حين أن طلب الاستئناف مُعلّق. تُظهر الوثائق التي حصلت عليها صحيفة بالتيمور صن في أوائل عام 2019 أن المُدعين العامين في ولاية ماريلاند قد اختبروا عناصر مُتعددة في منتصف عام 2018 مُرتبطة بالقتل، بما في ذلك الضحية وسيارتها، ولكن لم يتم العثور على أي دليل مادي أو اختبار إيجابي بالنسبة للحمض النووي لسيد مما يُعطي دليل آخر على سيد كان بريئاً من التهمة المنسوبة.

### HBO وثائقي
في مايو 2018، أعلنت شبكة HBO أنها ستنتج فيلمًا وثائقيًا مدته أربع ساعات يستند إلى قضية القتل المسماة «القضية ضد عدنان سيد». تم إصدار الجزء الأول من سلسلة من أربعة أجزاء في 10 مارس 2019. كشف الفيلم الوثائقي HBO أن عدنان سيد رفض صفقة التماس في عام 2018 من شأنها تخدم لأربعة سنوات أخرى ثم يتم إطلاق سراحه، وبعد ذلك أخبرته والدته أنها مصابة بمرض اللوكيميا (سرطان الدم).
لا تزال عائلة هاي مين لي مُقتنعة تماما بأن عدنان سيد مذنب، قائلة إنه أصبح «أكثر وضوحًا من أي وقت مضى» أنه قتل ابنتهما.